# Sbarco a Marsala
Lo sbarco a Marsala fu uno dei momenti iniziali della spedizione dei Mille di Giuseppe Garibaldi, avvenuto l'11 maggio 1860.
La vicenda ebbe quali protagonisti anche le navi dell'Armata di Mare delle Due Sicilie e due vascelli da guerra della Royal Navy britannica. I garibaldini, a bordo dei vapori Piemonte e Lombardo, partiti da Quarto presso Genova, con l'appoggio delle forze liberali italiane e della monarchia sabauda, dopo più di cinque giorni di navigazione, entrarono nel porto di Marsala riuscendo, nonostante l'intervento borbonico, ad ultimare lo sbarco e a prendere la città, dando avvio a una sequenza di battaglie e rivolte nel Regno delle Due Sicilie che portarono alla sua fine e permisero l'unità d'Italia.

## Antefatto
Dopo aver represso la rivolta della Gancia, le autorità del Regno delle Due Sicilie temevano uno sbarco di "rivoluzionari" dall'estero. Le zone dove sarebbero potuti avvenire tali sbarchi furono individuate negli Abruzzi e nella Sicilia. Per la costa adriatica, esistono dei rapporti, di cui non si è mai potuta accertare la veridicità, che parlano di uno sbarco di 250 "filibustieri", con rifornimenti di armi e munizioni, che vennero respinti dal generale Pianell.
Per la Sicilia, da Napoli si telegrafava, il 18 aprile, al comando di Messina, dichiarando essere certo che Garibaldi si stesse dirigendo colà sotto falso nome a bordo di un vapore mercantile russo per precedere uno sbarco. Altre tre lettere furono in seguito inviate al luogotenente generale a Palermo ed ai comandanti di Messina e Catania in cui si dichiarava che la nave inglese S. Wenefredo, partita il 22 aprile, con a bordo 500 insorti guidati da un certo Origoni, si dirigeva verso la Sicilia; che a Genova si stavano effettuando arruolamenti e che da lì, il 16, fosse partito Garibaldi per precedere la spedizione.

## Prima dello sbarco
In risposta a questi allarmi Paolo Ruffo, luogotenente generale della Sicilia e principe di Castelcicala, destinò 14 navi da guerra alla crociera di sorveglianza delle coste. Le imbarcazioni avevano ordine di impedire lo sbarco di insorti, sorvegliare con discrezione le navi da guerra straniere ed eventualmente seguirle come anche di controllare i legni mercantili stranieri. Anche se la Real Marina disponeva delle risorse necessarie a svolgere il compito assegnatole lo stesso luogotenente si dichiarava dubbioso che la crociera sarebbe stata eseguita con la diligenza necessaria.
Inoltre, due colonne militari furono inviate a Termini Imerese e Cefalù, comandante il generale Primerano, e a Trapani (via di mare), comandante il generale Letizia, con l'incarico di prevenire gli sbarchi e mantenere tranquilla la situazione. Altre colonne furono disposte nei dintorni di Palermo, sia per evitare gli sbarchi, sia per fronteggiare le squadre di insorti che operavano ancora in zona sfiancando le truppe con tattiche di guerriglia.
Nel frattempo, la situazione nella capitale dell'isola si manteneva agitata e Paolo Ruffo riceveva informazioni da Napoli che Garibaldi era ricomparso il 25 a Genova, da dove sarebbe partita la spedizione; dal comando dell'esercito venivano anche spedite particolareggiate istruzioni al luogotenente su quale doveva essere la disposizione delle varie colonne militari disponibili. Tra le varie istruzioni vi era quella data ai comandanti di piazza di evitare ogni compromissione con il Piemonte. Alla richiesta del generale Clary su come si dovesse agire in tal caso veniva risposto che:
(Reali istruzioni del 30 aprile)
Il piano del luogotenente prevedeva di evitare lo sbarco tramite la sorveglianza navale messa in atto; nel caso questo fosse comunque avvenuto, sarebbe stata inviata una colonna per contrastarlo insieme ad altre per intrappolare gli invasori, inoltre altre truppe sarebbero accorse da Palermo e dalle colonne Letizia e Primerano oltre a rinforzi da Catania e Messina. Naturalmente tutto ciò a patto che «all'annunzio dello sbarco non scoppiasse una generale insurrezione».

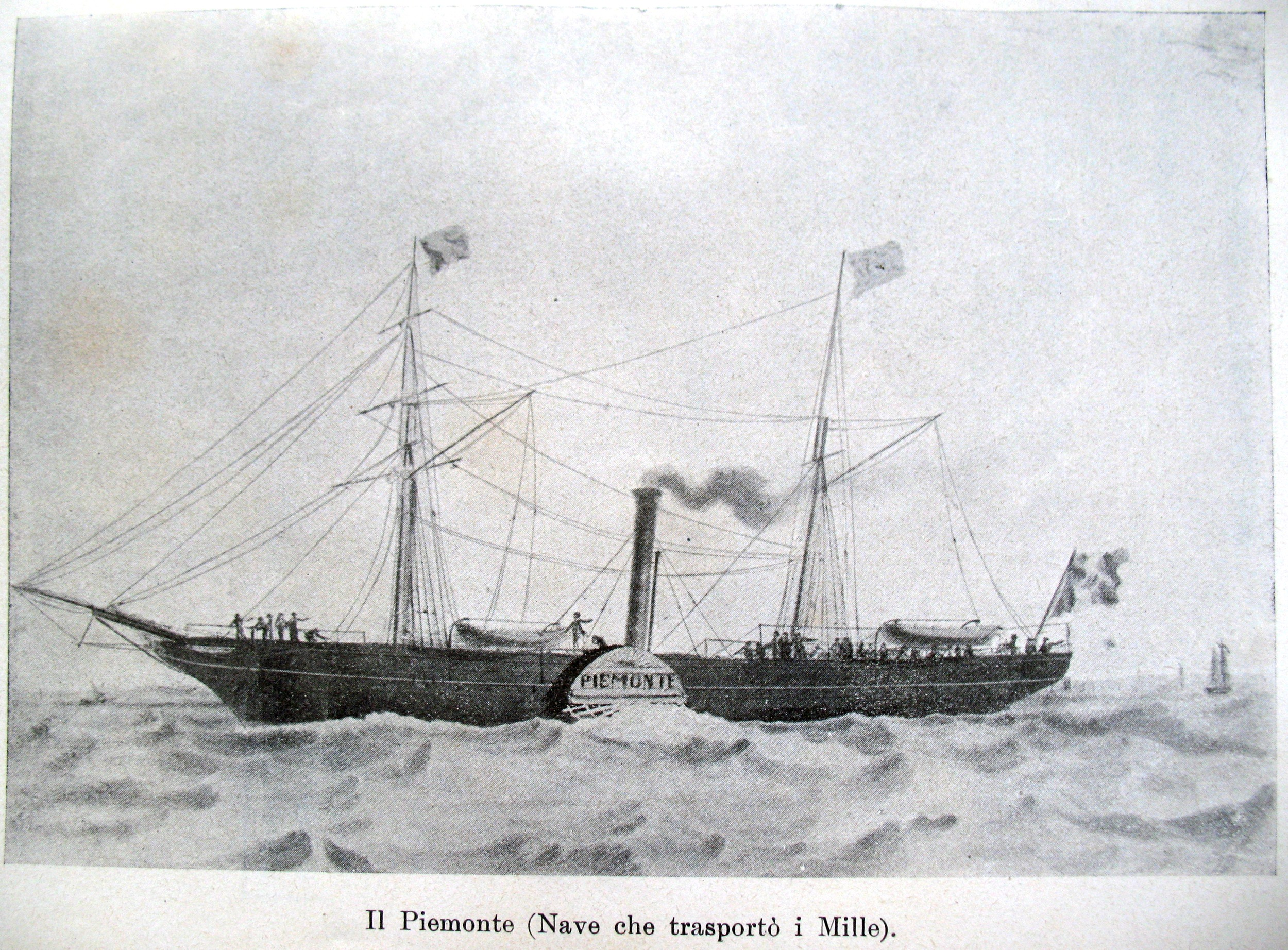
Il piroscafo Piemonte

Paolo Ruffo, però, probabilmente anche perché costretto dagli eventi, stava disperdendo le sue forze in piccole colonne mobili, cosa che non mancò di attirare l'attenzione di Napoli che, con le istruzioni reali del 7 maggio, invitava il luogotenente ad evitare tale pericolosa strategia, poiché le truppe borboniche rischiavano, nel caso di uno scontro, di trovarsi in inferiorità e di venire di conseguenza sconfitte con effetti negativi sul morale.
Il 6 maggio mattina, il luogotenente, prevedendo uno sbarco tra Trapani e Mazara, fece partire il generale Landi per Partinico ed Alcamo, con l'obiettivo di contrastare Garibaldi se fosse sbarcato e per disarmare i due paesi. In serata, alle sei e mezza, arrivò un telegramma che informava che due vapori della società Rubattino erano partiti da Genova imbarcando gente armata ed erano diretti in Sicilia o in Calabria, che Garibaldi, se non presente a bordo, era andato ad arruolare altri volontari a Cagliari e che, in tal caso, la spedizione sarebbe stata comandata da Giuseppe La Masa; inoltre venivano impartite particolareggiate istruzioni su come sconfiggere i "filibustieri". Venivano annunciate altre due spedizioni da Tunisi e Malta, notizie rivelatasi errate. Essendo aumentato il fermento nella capitale dell'isola, venne anche ordinato di far rientrare nella stessa le colonne Letizia e d'Ambrosio.

### Un possibile infiltrato tra i Mille
La possibilità che un infiltrato potesse avere comunicato ai comandi borbonici l'intenzione di sbarcare inizialmente a Sciacca è riportata nel libro I Mille nella storia e nella leggenda di Carlo Agrati e questo sospetto fece cambiare destinazione di sbarco in Marsala. Si tratta di una affermazione fatta da Crispi a Palermo in occasione della celebrazione del 25º anniversario dello sbarco: "Una spia era penetrata nelle nostre file e il Governo di Napoli ne era stato informato". Tale notizia trova conferma anche nel diario del generale borbonico Giovanni Polizzy, il quale afferma che la notizia del progetto di sbarco a Sciacca era stata trasmessa al principe Paolo Ruffo di Castelcicala il 7 maggio 1860. 

Nel testo citato si afferma: "Chi fosse la spia non è dato sapere, però sembra che gravi sospetti si addensassero poi sul trapanese Velasco,.
Il testo riporta anche che un certo Nicolò Velasco: "Qualche mese dopo, benché promosso al grado di maggiore, veniva processato e condannato perché sospetto di spionaggio e convinto di malversazioni e veniva ritenuto indegno di fregiarsi della Medaglia dei Mille e di fruire della pensione.",

## La partenza e lo sbarco

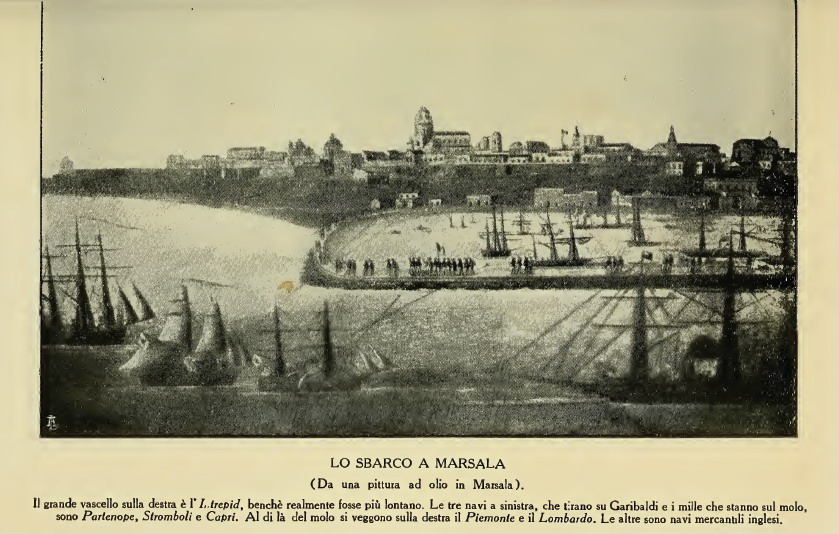
Lo sbarco. Sulla destra lIntrepid, nella realtà più lontano; a sinistra le tre navi napoletane Partenope, Stromboli e Capri. Al di là del molo, a destra, il Piemonte e il Lombardo; le altre navi sono mercantili inglesi

La sera del 5 maggio, sorvegliata dalle autorità piemontesi, la spedizione guidata da Garibaldi salpò dalla spiaggia di Quarto, simulando, come da accordi, il furto dei vapori Piemonte e Lombardo. Dopo aver fatto scalo in Toscana, a Talamone e a Porto Santo Stefano, per rifornirsi con uno stratagemma di armi e munizioni, i garibaldini diressero verso la Sicilia, in direzione del porto di Trapani. Per evitare navi borboniche i due vapori, seguirono una rotta inconsueta che li portò verso le Egadi.
Durante la notte del 10 maggio, il Piemonte, più veloce, aveva staccato il Lombardo, ma, prima dell'alba, i piroscafi si ricongiunsero in circostanze rocambolesche, giungendo, al mattino dell'11 maggio, fra Favignana e Marettimo dove furono individuati dal semaforo della punta della Provvidenza che segnalò la scoperta alle navi da guerra della Real Marina del Regno delle Due Sicilie; ma essendo queste troppo lontane (20 miglia) non riuscirono ad impedire lo sbarco, che avvenne a Marsala verso le tredici e trenta dell'11 maggio. Tra le ipotesi di sbarco prese in considerazione da Garibaldi: Castellammare del Golfo – perché la grande ansa avrebbe permesso di individuare anzitempo l'arrivo di bastimenti borbonici – Porto Palo tra il trapanese e l'agrigentino. Ma Salvatore Castiglia, ex ufficiale borbonico, marinaio e amico di Garibaldi, dissuase il generale dallo sbarco in quelle località perché caratterizzate da bassi fondali che avrebbero potuto complicare le operazioni rischiando l'arenamento dei vapori.
I Mille, intenzionati a volgere verso Sciacca, puntarono poi a Marsala, poiché informati dall'equipaggio di un veliero inglese che il porto della città lilibetana non era protetto da vascelli borbonici, mentre erano presenti due navi inglesi - Argus e Intrepid. L'assenza di borbonici, confermata anche dal capitano di una paranza da pesca, Antonio Strazzera, convinse Garibaldi a dirigersi verso Marsala, dove i vapori piemontesi, che avevano inalberato il vessillo sabaudo, giunsero verso le tredici e trenta. Il Piemonte (dove era imbarcato Garibaldi) raggiunse il molo, attraccando in mezzo ad alcune navi mercantili inglesi, mentre il Lombardo si arenò in una secca nei pressi del faro, (e nelle settimane successive fu recuperato dai garibaldini), il che costrinse i suoi occupanti a raggiungere la spiaggia con le scialuppe. Anche lo sbarco del materiale (che si trovava perlopiù a bordo del Lombardo, nave di stazza maggiore del Piemonte) fu effettuato con l'aiuto delle barche presenti nel porto.

## La presenza inglese

La posizione delle navi inglesi, garibaldine e borboniche secondo diversi autori

Lo sbarco dei garibaldini fu favorito da diverse circostanze. Due navi da guerra inglesi, l'Argus e l'Intrepid, provenienti da Palermo, incrociavano al largo di Marsala ed entrarono nel porto della città siciliana circa tre ore prima della comparsa dei legni piemontesi. Non è ancora chiaro il motivo della presenza inglese in quel luogo. Già da tempo, comunque, altre imbarcazioni della marina militare britannica solcavano le acque del Tirreno nei pressi delle coste delle Due Sicilie: infatti, il contrammiraglio George Rodney Mundy, vicecomandante della Mediterranean Fleet, una divisione della Royal Navy, aveva ricevuto ordine, dal suo governo, di assumere il comando del grosso delle unità navali della sua flotta e di incrociare nel Tirreno e nel canale di Sicilia, effettuando frequenti scali nei porti del regno a scopo intimidatorio e di raccolta di informazioni, cosa che avrebbe sicuramente attenuato la capacità di reazione borbonica.
In realtà l'invio delle due navi inglesi sembra dovuto ad un episodio avvenuto il 1º maggio; in tale data il generale Letizia aveva richiesto, in conseguenza dell'ordine di disarmo della provincia di Trapani emanato dal governo, a tutti i rappresentanti consolari stranieri la consegna delle armi custodite presso i locali consolati e presso le proprietà dei cittadini stranieri; al rifiuto del rappresentante inglese Cossins di ottemperare all'ordine Letizia reagì con l'invio di una pattuglia di soldati che procedette al sequestro forzato delle armi, causando così un incidente diplomatico. In conseguenza di ciò Cossins richiese al governatore di Malta l'invio di navi militari inglesi per tutelare le proprietà e i sudditi inglesi; richiesta accolta dall'Ammiragliato inglese con l'invio dell'Argus e dell'Intrepid.

Garibaldi, nelle sue memorie, riconobbe che la presenza britannica giocò un ruolo rilevante nell'agevolare lo sbarco, affermando che: 
 Nonostante ciò, sempre nelle sue memorie, il generale chiarì che non c'era neanche un principio di verità nelle dicerie che gli inglesi avessero aiutato direttamente lo sbarco: 

White Ensign della Royal Navy

In effetti, era diffusa la convinzione che i legni britannici avessero lasciato Palermo con il preciso scopo di favorire l'impresa del condottiero nizzardo. Durante una riunione della Camera dei Comuni, infatti, il deputato inglese, sir Osborne, accusò il governo di aver favorito lo sbarco di Garibaldi a Marsala. Lord Russell rispose che le imbarcazioni erano lì, esclusivamente, per proteggere le imprese inglesi della zona, come i magazzini vinicoli Woodhouse e Ingham, e che non intralciarono le operazioni dei vascelli borbonici nel frattempo accorsi, i quali avrebbero potuto tirare sui garibaldini, ma non lo fecero.
Lo spostamento degli inglesi da Palermo a Marsala fu, comunque, la dimostrazione dell'inefficienza della crociera protettiva in atto, infatti, le navi giunsero nel porto lilibetano senza venir intercettate dall'Armata di Mare del Regno delle Due Sicilie. Secondo quanto affermato dallo storico inglese George Macaulay Trevelyan, nel suo libro ‘'Garibaldi e i mille'’, le due navi inglesi Argus ed Intrepid non fecero nulla per aiutare Garibaldi, né avrebbero potuto perché avevano le caldaie spente ed erano ormeggiate al largo, con i loro comandanti Marryat e Winnington-Ingram a terra assieme a parte dell'equipaggio.
La neutralità della marina inglese fu confermata durante la battaglia di Palermo, quando Garibaldi, rimasto quasi privo di polvere da sparo, la richiese inutilmente ai comandanti delle flotte da guerra ormeggiate al largo della città. Inoltre, i comandanti borbonici, ignorando le segnalazioni dei servizi di informazione napoletani, appena un giorno prima dello sbarco, avevano fatto rientrare a Palermo le colonne del generale Letizia e del maggiore d'Ambrosio, per far fronte al pericolo d'insurrezione nella capitale siciliana. Questo cambiamento, però, fu fatale in quanto, al momento dello sbarco, non vi erano truppe di terra né a Marsala, né nei dintorni.

## L'intervento borbonico

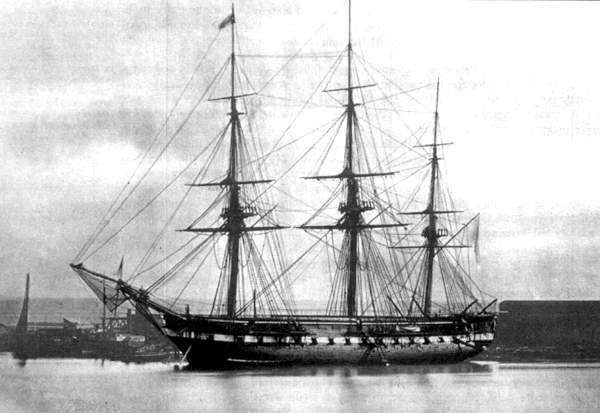
La fregata Partenope alla fonda nel porto di Napoli

Alcune navi da guerra borboniche, lo Stromboli, la Partenope ed il Capri, infatti, erano giunte, sebbene con sensibile ritardo, nel porto di Marsala. Con il grado di capitano di fregata, Guglielmo Acton, nipote di John e cugino di secondo grado di Lord Acton, era il comandante della corvetta Stromboli, mentre Francesco Cossovich e Marino Caracciolo avevano il comando, rispettivamente, della Partenope e del Capri. Il ritardo con cui Acton entrò nelle acque marsalesi è attribuibile a due discussi episodi. Il primo riguarda l'ordine, ricevuto dal capitano di origini scozzesi, attraverso una nota reale del 9 maggio, di muovere verso Tunisi. Probabilmente, i sistemi di informazione del governo borbonico furono ingannati da uno stratagemma della propaganda liberale che diffuse la notizia di garibaldini pronti a partire dalla città africana.
Il secondo episodio, relativo proprio alla mattina dell'11 maggio, riguarda la decisione di imbarcare due cannoni, a bordo dello Stromboli, che portò via ad Acton almeno due ore di tempo, impedendogli, così, di intercettare il Piemonte e il Lombardo in altro mare: situazione che sarebbe risultata molto pericolosa per i vapori garibaldini. Giunto nel porto, il vascello di Acton non contrastò immediatamente lo sbarco dei Mille. Egli, infatti, tardò, anche, a bombardare i garibaldini, probabilmente perché incerto circa le intenzioni delle due navi da guerra inglesi: il capitano Winnington Ingram, al comando dell'Argus aveva segnalato la presenza sul molo di marinai britannici e chiesto ai napoletani di attendere che questi fossero reimbarcati prima di avviare le ostilità. Acton, con un atto di "cortesia internazionale", acconsentì. Gli indugi furono finalmente rotti dall'avvio di un poco efficace bombardamento dei moli che, però, fu presto sospeso da un nuovo intervento del comandante dell'Argus.
Questi, accompagnato dal capitano Marryat, l'ufficiale al comando dell'Intrepid, e da Richard Brown Cossins, vice console inglese a Marsala, salì a bordo dello Stromboli e ammonì Acton dicendo che lo avrebbe ritenuto personalmente responsabile se il cannoneggiamento avesse danneggiato le vicine proprietà vinicole britanniche. Solo dopo aver rassicurato gli inglesi, l'attacco riprese, questa volta con l'ausilio delle bocche da fuoco dei vascelli Partenope e Capri, nel frattempo giunti nel porto. Proprio un ufficiale del Capri fu inviato a bordo dell'Intrepid per parlamentare con gli inglesi. Questi, in sostanza, domandò un intervento britannico, avanzando la richiesta che una lancia venisse fatta accostare alle navi piemontesi per intimar loro la resa. Naturalmente gli inglesi rifiutarono. Subito dopo il colloquio, l'Argus spostò il proprio ancoraggio andando a collocarsi in posizione più prossima ai magazzini di vino per poter meglio proteggerli.

### La versione borbonica
Secondo quanto affermato da Giovanni delli Franci, ufficiale superiore dello Stato Maggiore borbonico autore della Cronica della campagna d'autunno del 1860, le navi della marina borbonica sospesero il tiro delle artiglierie su richiesta dei comandanti delle due navi inglesi, i quali sostenevano che il cannoneggiamento avrebbe potuto colpire gli ufficiali e marinai scesi a terra e che gli ufficiali borbonici accettarono tale richiesta sospendendo il fuoco e quando questo fu ripreso ormai i garibaldini erano sbarcati.
Lo stesso Giovanni delli Franci descrive il fatto come un espediente degli ufficiali inglesi consentito dagli ufficiali borbonici lì presenti, in quanto nella marineria napoletana parecchi avevano simpatia con la rivoluzione, fatto questo che illustra la condizione di scarso consenso della dinastia presso gli stessi quadri ufficiali, che pure erano di nomina reale.
(Giovanni delli Franci, Cronica della campagna d'autunno del 1860, pp. 43-44 )

## Epilogo

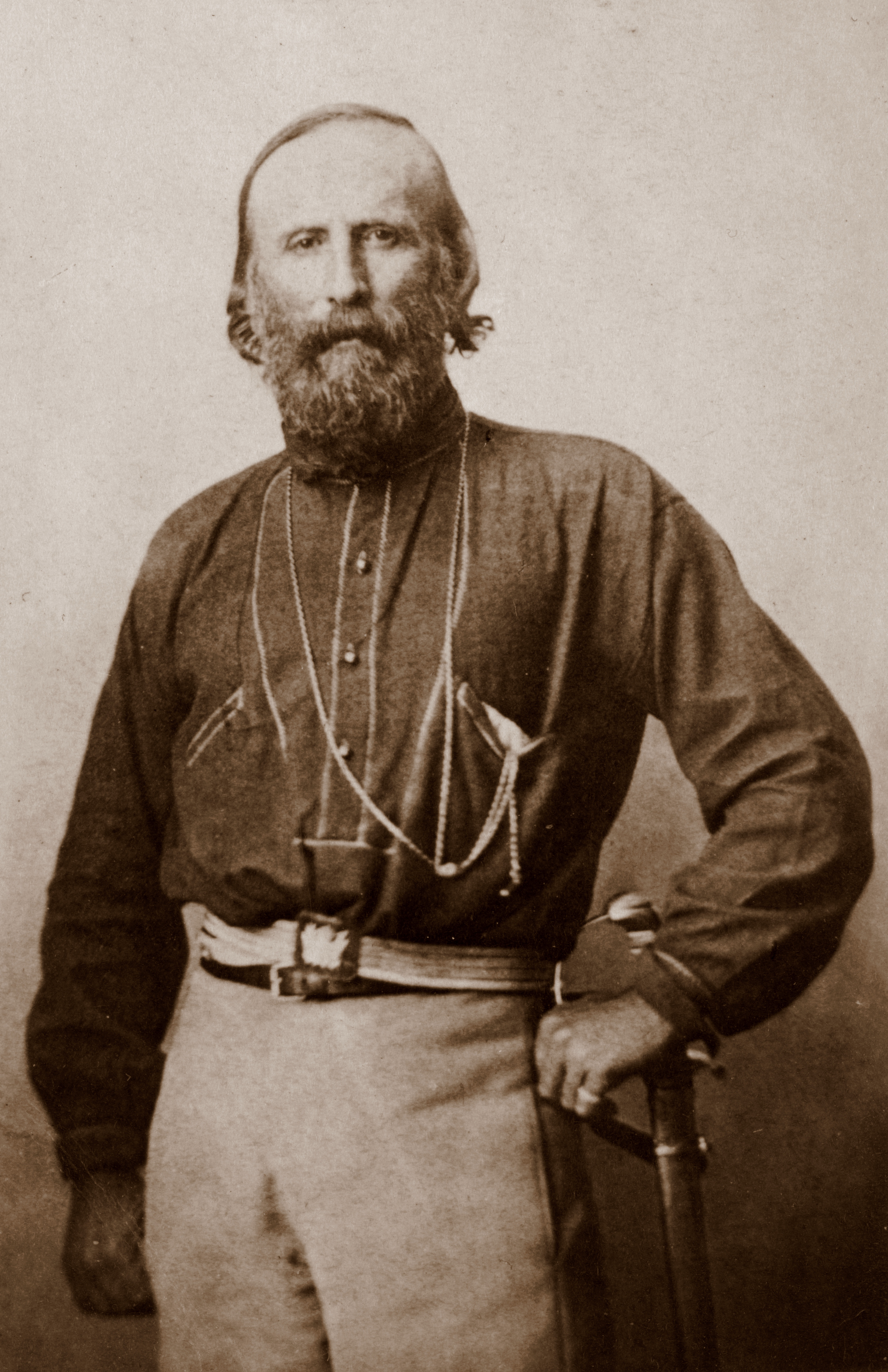
Giuseppe Garibaldi

Il bombardamento si protrasse sino al tramonto, ma non consentì di ottenere alcun risultato, salvo colpire gli ormai deserti legni piemontesi. Il Piemonte fu catturato e rimorchiato fino a Napoli dallo Stromboli, mentre non si riuscì a disincagliare il Lombardo dal banco di sabbia in cui si era incuneato; pertanto, ritenuto irrecuperabile, fu lasciato nelle acque marsalesi. Di conseguenza Garibaldi rimase sprovvisto di mezzi navali, sia per muoversi lungo le coste siciliane e sia per un eventuale ritiro in casi di mala parata.
Le diverse perdite di tempo e l'azione rivelatasi sterile delle navi della marina borbonica finirono, dunque, per consentire ai garibaldini di ultimare, quasi indisturbati, lo sbarco. Fatta eccezione per il cannoneggiamento dal mare, infatti, i napoletani non avevano altro modo per contrastare Garibaldi: la divisione era priva di truppe da sbarco, poiché, nei piani difensivi del governo di Napoli, i vascelli garibaldini avrebbero dovuto essere incrociati prima dello sbarco e colati a picco in mare. Inoltre, i comandanti dell'esercito borbonico, ignorando le segnalazioni dei servizi di informazione napoletani, appena un giorno prima dello sbarco, avevano fatto rientrare a Palermo le colonne del generale Letizia e del maggiore d'Ambrosio, per far fronte al pericolo di una probabile insurrezione nella capitale siciliana. Questo cambiamento, però, fu fatale in quanto, al momento dello sbarco, non vi erano truppe di terra né a Marsala, né nei dintorni.
Il fallito impedimento dello sbarco portò Acton, insieme ad altri, ad essere sottoposti ad inchiesta per il loro comportamento durante l'operazione difensiva. Il giudizio della commissione dell'Armata di Mare sulla sua condotta, e su quella degli altri comandanti napoletani, fu che essa era stata «irreprensibile». Nonostante ciò, Acton fu sospeso per due mesi, finché venne assegnato al Monarca in armamento presso il cantiere navale di Castellammare di Stabia.
Entrati in città, i Mille furono inizialmente accolti freddamente dalla popolazione locale, spaventata dalle cannonate, tanto che il garibaldino Giuseppe Bandi poté scrivere che i marsalesi li accolsero «su per giù come si accolgono i cani in chiesa». 
Successivamente il popolo marsalese, inizialmente disorientato dagli eventi, venne rassicurato da Crispi e La Masa, riversandosi poi nelle vie e festeggiando gli sbarcati.  Il mazziniano Francesco Crispi, divenuto l'organizzatore politico di Garibaldi, prese immediatamente contatto con i rappresentanti del consiglio comunale marsalese, spingendoli a dichiarare che la casa reale dei Borbone aveva cessato di regnare sulla Sicilia e ad offrire al generale nizzardo la dittatura dell'isola. Garibaldi accettò senza indugio e, a Salemi, si proclamò dittatore della Sicilia in nome di Vittorio Emanuele Re d'Italia, compiendo il primo atto del suo governo dittatoriale.